# Eliza Doolittle
Eliza Sophie Caird (Londres, 15 de abril de 1988) — mais conhecida pelo seu nome artístico Eliza Doolittle — é uma cantora e compositora britânica. Assinou um contrato com a gravadora Parlophone em outubro de 2008, lançando em 12 de julho de 2010 seu álbum de estreia autointitulado, o qual estreou em terceiro lugar nas paradas do Reino Unido.

## Biografia
Eliza Doolittle nasceu em Westminster, em Londres. Ela vem de uma família de sucesso — seu pai é John Caird, um encenador inglês e escritor de peças teatrais, musicais e óperas, além de diretor honorário associado da "Royal Shakespeare Company". Sua mãe, Frances Ruffelle, é atriz de teatro musical e artista Inglesa.
Doolittle é neta de Sylvia Young, que fundou sua escola de teatro em 1981. Ela tem oito irmãos. Seus pais se separaram quando ela tinha quatro anos de idade.

## Carreira
Antes de entrar nas paradas, Doolittle saiu em turnê no Reino Unido com sua banda ganhando reconhecimento. Isto mais tarde transformou-se na digressão "Parque Unplugged", onde ela se apresentou em diversas escolas secundárias.

### 2010—presente:Eliza Doolittle
Em 29 de novembro de 2009, Doolittle lançou o seu primeiro extended play (EP) auto-intitulado que apresenta quatro faixas, "Rollerblades", "Moneybox", "Police Car" e "Go Home", que mais tarde foram incluídas em seu álbum de estreia. "Rollerblades" e "Money Box" ganharam versões remixadas. O EP também recebeu peças de rádio. No início de 2010, ela participou com o músico Shane MacGowan em "I Put a Spell on You" um single de caridade, em ajuda ao terremoto no Haiti em 2010.
Em 12 de julho de 2010, Doolittle lançou o seu primeiro álbum de estúdio, o epônimo, Eliza Doolittle. "Skinny Genes" foi lançado como primeiro single do álbum em 12 de abril de 2010. A música foi apresentada em um anúncio de televisão para uma loja online. Steve Lamacq que trabalha na BBC revelou que "A canção é um cenário engraçado se você não gosta de alguém, se fossem realmente irritante, mas você tinha um bom tempo debaixo dos lençóis." O segundo single do álbum "Pack Up" foi lançado em 05 de julho de 2010, atingindo a quinta posição na UK Singles Chart em 11 de julho de 2010.
Ela gravou a canção "Running For Life", incluída na trilha sonora do filme AdULTHOOD. Doolittle foi uma convidada especial na turnê de Paloma Faith que começou em 30 de outubro de 2010. Doolittle se apresentou num show da versão britânica do Big Brother UK exibido pelo Channel 4. Ela apareceu na BBC na comédia Never Mind the Buzzcocks. Em março de 2011 ela se apresentou no South by Southwest, em Austin, Texas.

## Discografia
| Ano  | Detalhes do álbum                                                                                               | Singles                                                           |
| ---- | --- | ----------------------------------------------------------------- |
| 2010 | Eliza Doolittle - Lançamento: 12 de julho de 2010 - Gravadora(s): Parlophone - Formato(s): CD, download digital | 1. "Skinny Genes" 2. "Pack Up" 3. "Rollerblades" 4. "Mr Medicine" |